# Somatometría
La somatometría  es el conjunto de maniobras para obtener medidas precisas de las ideas corporales de una persona. Asimismo, es la ciencia que se ocupa de la medición y comparación de las formas anatómicas, tanto en vida como muerto. Se utiliza en las disciplinas biológicas, antropológico, paleontológico, y en general en todas las ciencias que tengan en cuenta el grado y la forma de las regiones anatómicas. Forma parte de la antropología física, ocupándose de las mediciones del cuerpo humano. La somatometría es la parte de la antropología física que se ocupa de las mediciones del cuerpo humano.
La somatometría se refiere a peso, talla e índice de masa corporal. La medición de los signos vitales y el registro de la somatometría es parte sistemática e ineludible de toda exploración física y forma parte del examen clínico general.
La temperatura, el pulso, la respiración y la presión arterial se denominan signos vitales porque son manifestaciones de vida humana, su presencia confirma la vida y 
su ausencia la muerte. 
En la práctica clínica es útil la desviación de los parámetros que se consideran normales y sus cambios son 
factores de riesgo que se relacionan con entidades patológicas bien definidas. Casi todas las patologías en alguna forma inciden o modifican los signos vitales; algunos 
padecimientos se caracterizan por alteraciones bien definidas de los signos vitales.

## Aplicación en la clínica
Durante el examen físico de los pacientes en la consulta médica es frecuente que se obtengan cuando menos tres parámetros: peso (formalmente masa), estatura y presión arterial. En la mayor parte de los casos es necesario medir la forma, tamaño, proporciones y composición del cuerpo. Así, el peso y la estatura son medidas generales de longitud y de masa; también se pueden comparar las longitudes de cada uno de los miembros inferiores, del largo de la parte inferior y la superior del cuerpo. Entonces es posible establecer proporciones (o índices), que suelen ser más útiles que las mediciones aisladas.

### Somatometría y fisiología en etapa maternal y preescolar

#### Somatometría
- Peso 2.500 – 4.000 kg
- Talla 48 – 52 cm
- Perímetro cefálico 32 – 36 cm
- Perímetro torácico 31 - 35 cm

#### Piel/Turgencia
- Coloración de rojo intenso a sonrosado en el segundo día
- Vérnix Caseosa: Sustancia nutriente de color blanquecino que recubre la piel. Mezcla oleosa que contiene células de descamación y grasa secretada por las glándulas sebáceas. Más abundante en el prematuro
- Lanugo: vello fino que cubre la piel, especialmente de hombros y espalda, y en ocasiones en cara y mejillas; desaparece durante las primeras semanas de vida
- Cutis marmórea: moteado transitorio de la piel, de color violáceo, se observa cuando se expone al recién nacido a bajas temperaturas
- Millium facial: punteado minúsculo que es fácil observar en cara y nariz, son retenciones de las glándulas sebáceas; desaparece por sí solo al cabo de unas semanas
- Mancha mongólica: mancha de color azul, a veces de gran extensión, en la región lumbosacra; suele desaparecer durante el primer año
- Nevus y angiomas: malformaciones vasculares frecuentes y de localización diversa (raíz de la nariz, párpados, nuca, etc.); desaparecen en uno o dos años

#### Cabeza
- Suturas: zonas de tejido cartilaginoso que unen los huesos craneales del recién nacido
- Fontanelas: espacios de tejidos membranosos, no osificados. En el nacimiento son palpables dos fontanelas: la anterior que une los huesos frontal y parietal, que cierra definitivamente entre los 9 y 18 meses. La posterior que une los huesos parietal y occipital, que cierra en el periodo neonatal o en primer trimestre de vida.
- Caput succedaneum: protuberancia edematosa del tejido blando del cuero cabelludo, causada por una presión prolongada del occipucio en la pelvis. Desaparece a los pocos días.
- Cefalohematoma: hemorragia de uno de los huesos craneales, suele ser bilateral, se absorbe entre 2 semanas y 3 meses después del nacimiento.

#### Ojos
- Edema palpebral
- Esclerótica blanca
- Sin producción efectiva de lágrimas
- Hemorragias conjuntivales

#### Orejas
- Pabellón auricular en línea recta con el ojo
- Respuesta auditiva

#### Nariz
- Permeabilidad nasal
- Estornudos
- Mucosidad blanca y acuosa

#### Boca
- Salivación mínima
- Paladar arqueado, úvula en línea media y frenillos

#### Cuello
- Corto y grueso

#### Tórax
- Xifoides evidente
- Glándulas mamarias: simétricas, pezones más visibles que la areola, tejido mamario prominente por acción de hormonas maternas.

#### Abdomen
- Macroesplácnico: abdomen grande y distendido, debido al tamaño aumentado de las vísceras.
- Cordón umbilical

#### Genitales femeninos
- Labios y clítoris prominentes, edematosos
- Membrana himeneal
- Vérnix caseosa
- Seudomentruación: sangrado sin cambios en el endometrio que ocasionalmente se presenta en los primeros días de vida, es un fenómeno normal que se soluciona por sí solo

#### Genitales masculinos
- Pene de 8 a 25 cm
- Escroto pigmentado y rugoso
- Adherencias balanoprepuciales
- Hidrocele: colección líquida que causa aumento del volumen escrotal, desaparece en varias semanas

#### Extremidades
- Braquitipo: extremidades pequeñas en comparación con el resto del organismo
- Cianosis ungueal en manos y pies
- Clinodactilia: incurvación de los dedos